# Coupe d'Europe des clubs champions de roller in line hockey
La Coupe d'Europe des clubs champions ou European League est une compétition annuelle où s'affrontent les meilleures équipes européennes. la première édition eu lieu en 2003.

## Principe
La Coupe est ouverte aux clubs des pays européens qui ont gagné le championnat national de leur pays ou la Coupe de leur pays. Le vainqueur d'une année est automatiquement qualifié pour la saison suivante, et dans le cas où il serait à nouveau champion de son pays, le second serait aussi qualifié.

## Palmarès
| Année     | Médaille d'or, Europe       | Médaille d'argent, Europe               | Médaille de bronze, Europe | Lieu               |
| --------- | --------------------------- | --------------------------------------- | -------------------------- | ------------------ |
| 2003      | Diables de Rethel (1)       | Ghosts Padova                           | Espagnols de Majorque      | Bairon             |
| 2004      | Diables de Rethel (2)       | Espagnols de Majorque                   | Assenheim Patriots         | Assenheim          |
| 2005      | Asiago Vipers (1)           | Diables de Rethel                       | Artzak d'Anglet            | Bassano            |
| 2006      | Diables de Rethel (3)       | Artzak d'Anglet                         | CPL Valladolid             | Anglet (1)         |
| 2007      | Asiago Vipers (2)           | CPL Valladolid                          | Diables de Rethel          | Valladolid (1)     |
| 2008      | Asiago Vipers (3)           | CPL Valladolid                          | Diables de Rethel          | Rethel (1)         |
| 2009      | Diables de Rethel (4)       | Asiago Vipers                           | Espagnols de Majorque      | Rethel (2)         |
| 2010      | CPL Valladolid (1)          | Artzak d'Anglet                         | Espagnols de Majorque      | Anglet (2)         |
| 2011      | CPL Valladolid (2)          | Artzak d'Anglet                         | Diables de Rethel          | Valladolid (2)     |
| 2012      | Diables de Rethel (5)       | Artzak d'Anglet                         | Corsaires de Paris XIII    | Rethel (3)         |
| 2013-2015 | Pas de coupe ces années là  |                                         |                            |                    |
| 2016      | Diables de Rethel (6)       | Tigres de Garges                        | HC Milan 24                | Rethel (4)         |
| 2017      | Diables de Rethel (7)       | Espagnols de Majorque                   | Tigres de Garges           | Valladolid (3)     |
| 2018      | Diables de Rethel (8)       | HC Milan 24                             | IHC Berounští Medvědi      | Rethel (5)         |
| 2019      | Tigres de Garges (1)        | HC Milan 24                             | Bratislava                 | Roana (1)          |
| 2020      | Annulée du fait du covid-19 |                                         |                            |                    |
| 2021      | Diables de Rethel (9)       | CPL Valladolid                          | Diables de Vicence         | Kaltbrunn (1)      |
| 2023      | Molina Sport (1)            | Fous du Bitume de Villeneuve-la-Garenne | HC Milan 24                | Las Palmas (1)     |
| 2024      | Molina Sport (2)            | CPL Valladolid                          | Dubnica Wild Kings         | Brumov-Bylnice (1) |
| 2025      | Molina Sport (3)            | Fous du Bitume de Villeneuve-la-Garenne | CPL Valladolid             | Valladolid (3)     |

Il n'y a pas eu d'édition de 2013 à 2015.

## Palmarès par Pays
|    | Pays               | Médaille d'or, Europe | Médaille d'argent, Europe | Médaille de bronze, Europe | Total |
| -- | ------------------ | --------------------- | ------------------------- | -------------------------- | ----- |
| 1e | France             | 10                    | 8                         | 6                          | 24    |
| 2e | Espagne            | 5                     | 6                         | 5                          | 16    |
| 3e | Italie             | 3                     | 4                         | 3                          | 10    |
| 4e | Slovaquie          | 0                     | 0                         | 2                          | 2     |
| 5e | Allemagne          | 0                     | 0                         | 1                          | 1     |
| 5e | République tchèque | 0                     | 0                         | 1                          | 1     |